# Kyriakos Papadopoulos (Fußballspieler)
Kyriakos „Papa“ Papadopoulos (griechisch Κυριάκος Παπαδόπουλος; * 23. Februar 1992 in Katerini) ist ein griechischer Fußballspieler. Der Innenverteidiger schaffte bei Olympiakos Piräus bereits im Alter von 15 Jahren den Sprung in den Profifußball und gewann mit dem Verein 2008 sowie 2009 das Double aus Meisterschaft und Pokalsieg. 2010 wechselte der Grieche mit 18 Jahren nach Deutschland zum FC Schalke 04, mit dem er ein Jahr später den DFB-Pokal und DFL-Supercup gewann. Für die Gelsenkirchener, Bayer 04 Leverkusen, RB Leipzig und den Hamburger SV absolvierte er in acht Spielzeiten 136 Spiele in der Bundesliga. Nachdem er 2018 mit dem HSV in die 2. Bundesliga abgestiegen war, kam er in den kommenden zwei Jahren aufgrund von Verletzungen nur noch zu drei Zweitligaeinsätzen und wurde aus dem Profikader aussortiert. Es folgten Stationen in Kroatien und Saudi-Arabien, ehe Papadopoulos Anfang September 2021 nach 11 Jahren im Ausland nach Griechenland zurückkehrte und sich Atromitos Athen anschloss. Nach Zwischenstation beim rumänischen FC Universitatea Craiova und in Griechenland bei PAS Lamia ist Levadiakos die bislang letzte Station.

## Vereinskarriere

### Anfänge bei Olympiakos Piräus
Kyriakos Papadopoulos spielte in seiner Geburtsstadt Katerini bei GAS Svoronos in der Amateurliga und unterschrieb im Sommer 2007 bei Olympiakos Piräus einen Dreijahresvertrag. Am 2. Dezember 2007 bestritt er im Alter von 15 Jahren und 283 Tagen als Ersatzspieler beim 3:1-Sieg über Atromitos seinen ersten Einsatz in der Super League. Er ist damit der bis dahin jüngste Spieler, der in der höchsten griechischen Liga ein Pflichtspiel absolviert hat und der jüngste Spieler, der bei der U18-Mannschaft von Olympiakos spielte. Im September 2008 unterzeichnete Papadopoulos einen neuen Vertrag bei Olympiakos über drei Jahre.

### FC Schalke 04
Zur Saison 2010/11 wechselte der 18-Jährige zum FC Schalke 04, bei dem er einen zunächst bis zum 30. Juni 2014 laufenden Vertrag unterschrieb. Sein erstes Bundesligaspiel für Schalke 04 bestritt Papadopoulos am 1. Spieltag der Saison 2010/11 im Spiel gegen den Hamburger SV. Mit Schalke 04 gewann Papadopoulos 2011 den DFB-Pokal und den DFL-Supercup. Mitte der Hinrunde der Saison 2012/13 verletzte sich Papadopoulos am Knie und fiel für den Rest der Saison aus. Während der Reha erlitt er Rückschläge und verpasste so die Vorbereitung zur und die ersten Spiele der Saison 2013/14. Am 15. Dezember 2013 gab er nach über einem Jahr sein Bundesliga-Comeback. Bis Saisonende kam er auf drei weitere Einsätze. Sein Vertrag lief bis zum 30. Juni 2016.

### Bayer 04 Leverkusen
Um Spielpraxis sammeln zu können, wurde Papadopoulos im August 2014 für ein Jahr an den Ligakonkurrenten Bayer 04 Leverkusen ausgeliehen. Sein Bundesligacomeback bestritt er am 1. Spieltag der Saison 2014/15 für Bayer Leverkusen im Spiel gegen Borussia Dortmund. Sein erstes Pflichtspieltor für Bayer Leverkusen erzielte er am 22. Oktober 2014 beim Champions-League-Sieg über Zenit Sankt Petersburg mit dem Treffer zum 2:0. Zur Saison 2015/16 wurde er schließlich fest verpflichtet und mit einem Vertrag bis zum 30. Juni 2020 ausgestattet.

### Über Leipzig zum HSV

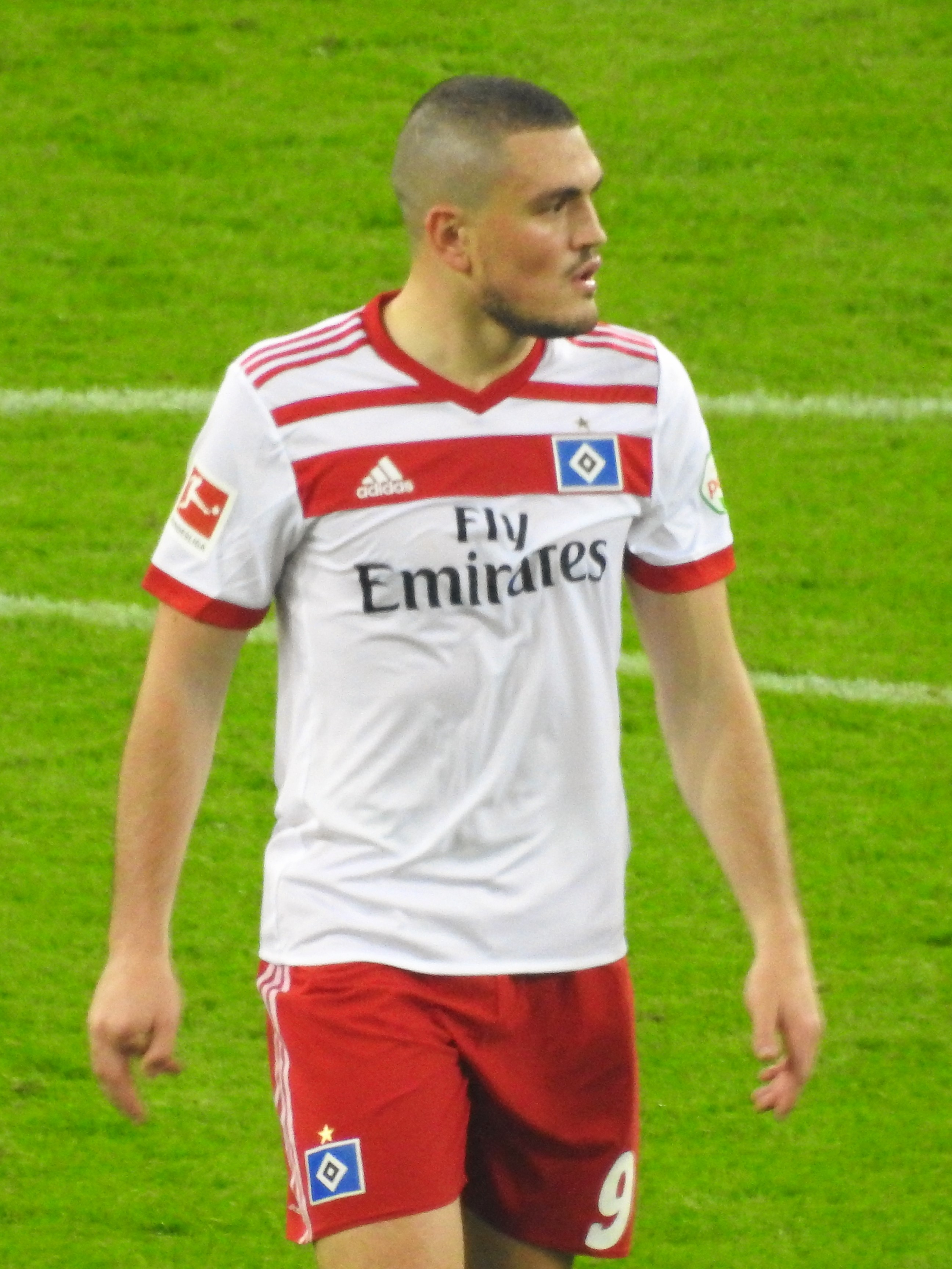
Papadopoulos beim Hamburger SV, 2017

Für die Saison 2016/17 wurde Papadopoulos an den Ligakonkurrenten RB Leipzig verliehen. Auch aufgrund von Verletzungen kam er in 15 möglichen Pflichtpartien mit einer Einwechslung im Spiel gegen Borussia Mönchengladbach nur zu einem Einsatz.
Nach rund viereinhalb Monaten in Sachsen wurde er im Januar 2017 an den Ligakonkurrenten Hamburger SV weiterverliehen. Mit starken Leistungen – meist neben dem ebenfalls im Winter verpflichteten Mergim Mavraj – leistete Papadopoulos in seinen 15 Einsätzen (zwei Tore) seinen Beitrag zum Klassenerhalt des HSV. Insbesondere durch eine hohe Identifikation mit dem Verein und kämpferische Mentalität wurde er schnell zum Publikumsliebling.
Zur Saison 2017/18 erwarb der HSV die Transferrechte und stattete Papadopoulos mit einem bis zum 30. Juni 2020 laufenden Vertrag aus. Er wurde neben Mavraj von HSV-Trainer Markus Gisdol zum Stellvertreter von Mannschaftskapitän Gōtoku Sakai benannt.
Unter den Trainern Markus Gisdol und Bernd Hollerbach war Papadopoulos Stammspieler in der Innenverteidigung. Nachdem er am 17. März 2018 beim ersten Spiel unter Christian Titz, einer 1:2-Heimniederlage gegen Hertha BSC am 27. Spieltag, durch die der HSV auf den letzten Tabellenplatz abrutschte, über die volle Spielzeit auf der Ersatzbank gesessen hatte, kritisierte er diesen nach dem Spielende öffentlich. Nach einer Entschuldigung beim Trainer und der Mannschaft blieb Papadopoulos Bestandteil des Profikaders. Am Ende der Saison stieg der Verteidiger mit dem HSV in die zweite Liga ab.
In der Sommervorbereitung zur 2. Fußball-Bundesliga 2018/19 zog sich Papadopoulos eine schwere Knieverletzung zu, die ihn acht Monate – und somit die komplette Hinrunde – pausieren ließ. Sein Comeback gab er beim 2:0-Auswärtssieg im DFB-Pokalviertelfinalspiel gegen den SC Paderborn 07. Dort stand er über die komplette Spieldauer auf dem Platz. Zudem kam er auf Grund der schweren Knieverletzung aus der Sommervorbereitung im weiteren Saisonverlauf nur auf ein Ligaspiel (1:2-Heimniederlage gegen den 1. FC Magdeburg).
Ab der Spielzeit 2019/20 übernahm Dieter Hecking das Traineramt bei den Hamburgern. Unter Hecking kam Papadopulos im Verlauf des Saisonstarts lediglich am ersten Spieltag über 90 Minuten zum Einsatz. Es folgte ein weiterer Kurzeinsatz. Die Innenverteidigung bildeten fortan Rick van Drongelen und Gideon Jung. Als Jung verletzungsbedingt ausfiel, wurde er von Timo Letschert ersetzt, allerdings spielte auch Jonas David – im Gegensatz zu Papadopoulos – in den Überlegungen von Hecking eine Rolle. Nachdem in der Länderspielpause im Oktober auch der bisher verletzte Sommerneuzugang Ewerton in das Mannschaftstraining zurückgekehrt war, trat Papadopoulos mit dem Wunsch an den HSV heran, den Verein im Winter verlassen zu dürfen. Daraufhin wurde er in Absprache mit der sportlichen Leitung in die zweite Mannschaft versetzt. Papadopoulos absolvierte ein Spiel in der viertklassigen Regionalliga Nord und wurde Mitte Dezember freigestellt. Mitte Januar 2020 absolvierte er ein Probetraining beim chinesischen Erstligisten Shanghai Shenhua, eine Verpflichtung kam allerdings nicht zustande. Laut eigener Aussage waren die Verträge bereits ausgehandelt, er habe sich jedoch aufgrund der COVID-19-Pandemie in China gegen einen Wechsel entschieden. Anfang Februar kehrte Papadopoulos in das Training der zweiten Mannschaft zurück. Es folgte ein weiterer Regionalligaeinsatz, bis im März in Deutschland die Ligen aufgrund der COVID-19-Pandemie unterbrochen wurden. Ab Mitte Mai wollte sich Papadopoulos beim amtierenden griechischen Meister PAOK Thessaloniki fit halten. Da der Cheftrainer Abel Ferreira nicht in dieses Vorhaben eingeweiht gewesen war, entschied er sich gegen eine Trainingsteilnahme von Papadopoulos. Ende Mai stieg er in das Training von Panathinaikos Athen ein. Am 30. Juni 2020 lief sein Vertrag beim HSV aus.

### Stationen in diversen Ländern und Rückkehr nach Griechenland
Nachdem sein Vertrag beim HSV ausgelaufen war, hielt sich der Grieche beim Viertligisten PAO Koufalia fit. Ende Oktober 2020 schloss sich der 28-Jährige nach knapp viermonatiger Vereinslosigkeit dem kroatischen Erstligisten Lokomotiva Zagreb an. Bis zum Ende der Saison 2020/21 kam er 24-mal in der Liga zum Einsatz, stand stets in der Startelf und erzielte 2 Tore.
Zur Saison 2021/22 wechselte Papadopoulos zum saudi-arabischen Erstligisten al-Fayha FC. Ende August 2021 verließ er den Verein allerdings nach etwas mehr als einem Monat ohne Einsatz wieder.
Anfang September 2021 kehrte Papadopoulos nach 11 Jahren im Ausland nach Griechenland zurück und schloss sich dem Erstligisten Atromitos Athen an, bei dem er einen Vertrag bis zum Ende der Saison 2021/22 unterschrieb. Nach weniger als einem Jahr bei Atromitos schloss sich Papadopoulos im Juli 2022 dem rumänischen Erstligisten FC Universitatea Craiova an, den er nach neun Einsätzen im Januar 2023 wieder verließ. Stattdessen kehrte er erneut nach Griechenland zurück, wo ihn der Erstligist PAS Lamia unter Vertrag nahm.

## Nationalmannschaft
Papadopoulos nahm an der U19-EM 2008 teil. Er spielte bei allen drei Qualifikationsspielen gegen Moldawien, die Niederlande und Russland, in denen sich Griechenland für die Vorrunde qualifizierte. In der Vorrunde stand Papadopoulos mit Vasilis Lambropoulos im Zentrum der griechischen Verteidigung und war daran beteiligt, dass die tschechische Auswahl kein Tor gegen seine Mannschaft erzielte. Unter den auf der Website der UEFA als „Stars von morgen“ gelisteten zehn besten Spielern des Turniers war er der jüngste.
Am 19. November 2008 kam er als bis dahin jüngster Debütant in der U21-Nationalmannschaft zum Einsatz.
Am 4. Juni 2011 absolvierte er im Alter von 19 Jahren sein erstes Länderspiel für die griechische A-Nationalmannschaft. Im EM-Qualifikationsspiel gegen Malta erzielte er sein erstes Länderspieltor. Papadopoulos stand im Aufgebot der griechischen Nationalmannschaft für die EM 2012 in Polen und der Ukraine. Nachdem er im ersten Spiel gegen Polen noch als Einwechselspieler fungiert hatte, stand er in den folgenden Spielen gegen Russland und Tschechien von Beginn an auf dem Platz und zog mit seiner Mannschaft ins Viertelfinale ein. Dort schied Griechenland gegen Deutschland mit 2:4 aus dem Turnier aus. Papadopoulos bestritt alle Partien für die Nationalmannschaft als Innenverteidiger. In der folgenden WM-Qualifikation kam er auch verletzungsbedingt lediglich zu drei Einsätzen. Er gehörte aus selbigem Grund auch nicht zum griechischen Kader bei der Weltmeisterschaftsendrunde 2014 in Brasilien.

## Erfolge
- Griechischer Meister 2008 und 2009 mit Olympiakos Piräus
- Griechischer Pokalsieger 2008 und 2009 mit Olympiakos Piräus
- DFB-Pokalsieger 2011 mit dem FC Schalke 04
- DFL-Supercupsieger 2011 mit dem FC Schalke 04